# Luigi Sartori
≠

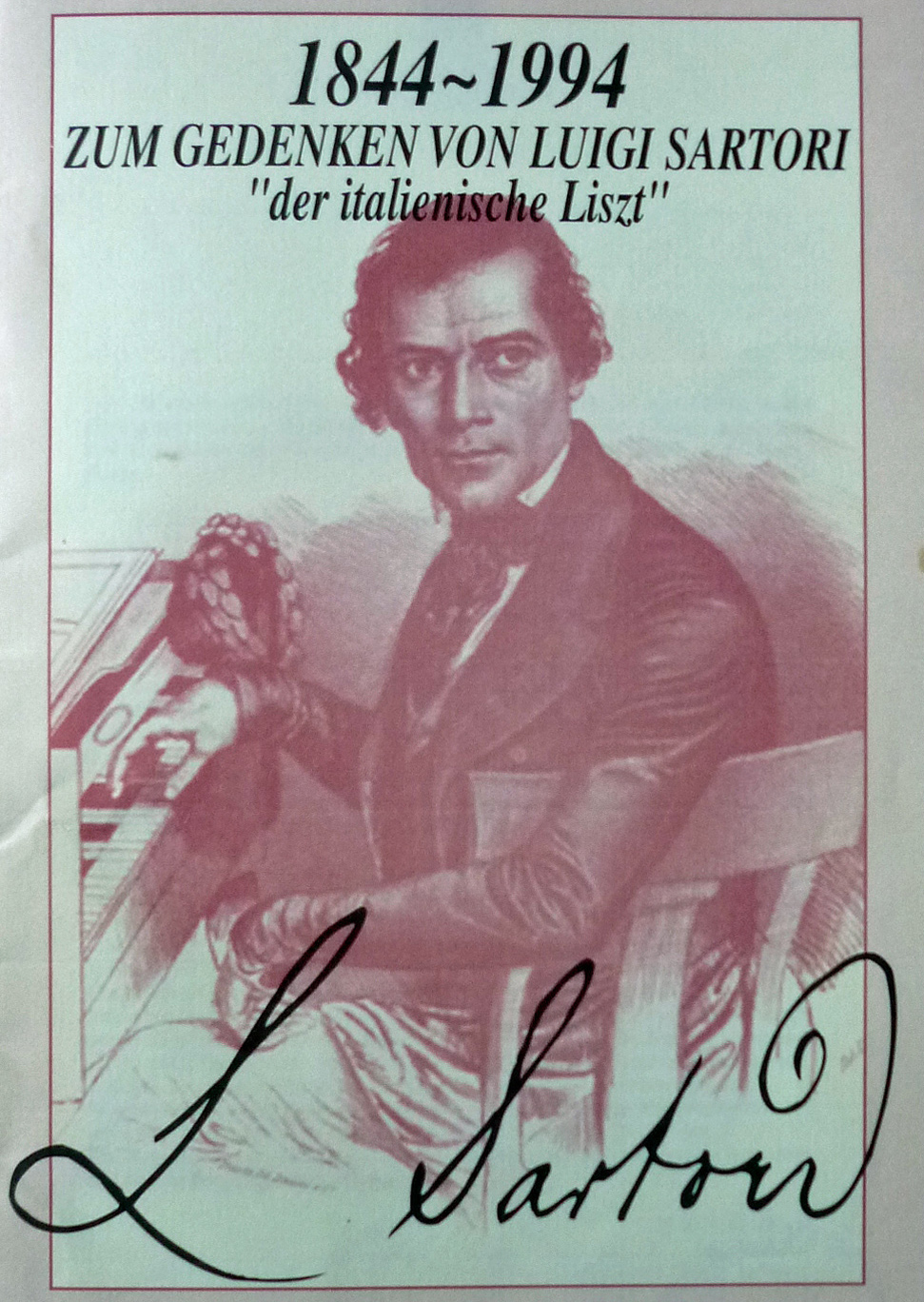
Luigi Sartori (1817–1844)

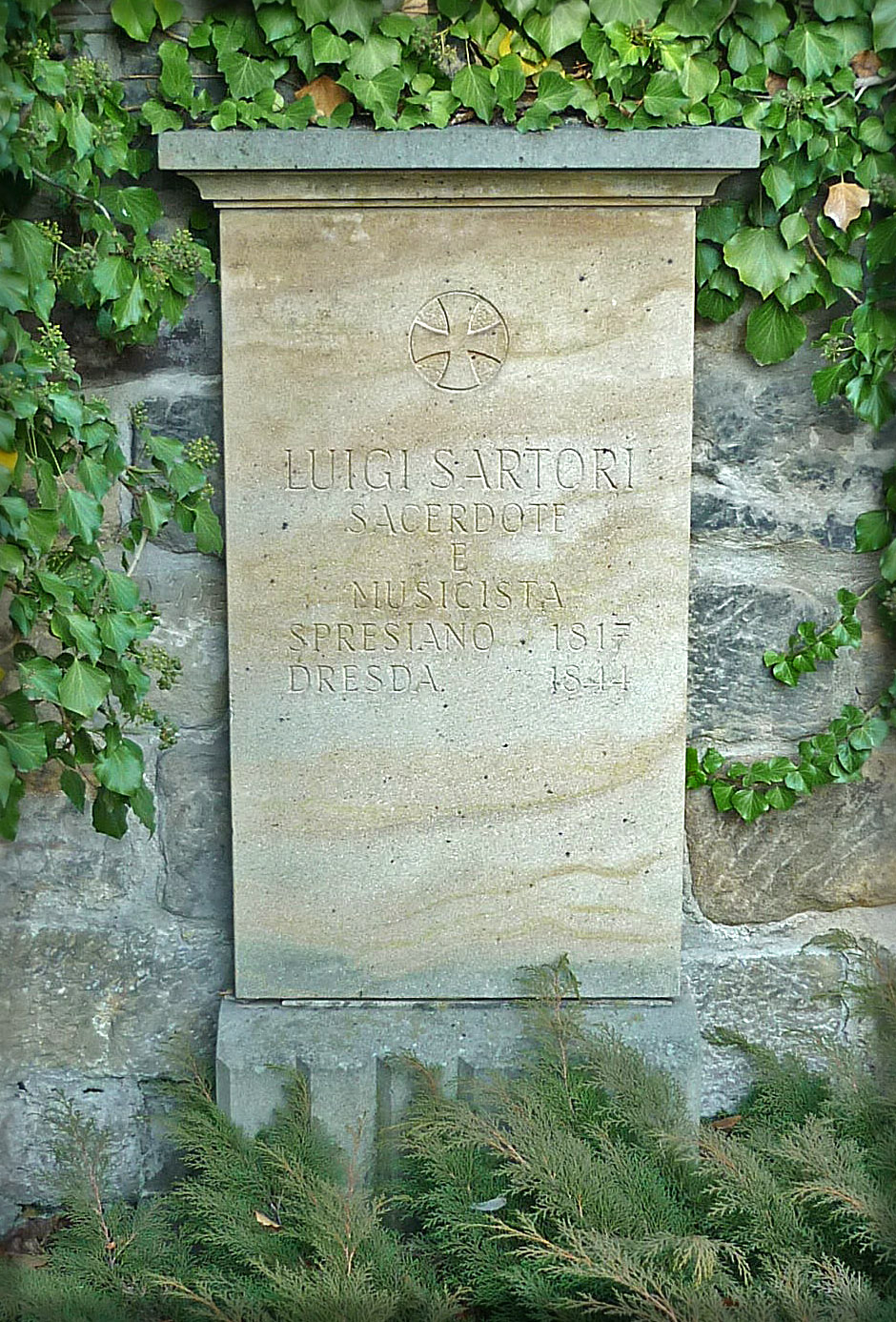
Grab von Luigi Sartori auf dem Alten katholischen Friedhof in Dresden

Luigi Sartori (* 19. Mai 1817 in Spresiano; † 22. Februar 1844 in Dresden) war ein italienischer Pianist, Komponist und Priester.

## Leben
Die erste musikalische Ausbildung erhielt er bei seinem Vater Pietro Sartori und am Seminar in Treviso. Bereits während seines Theologiestudiums an der Universität Padua begann er Kontrapunkt zu studieren. Eine erste Begegnung mit Franz Liszt hat vermutlich 1838 in Venedig stattgefunden. Im April 1840 wurde er zum Priester geweiht. Nach dem Theologiestudium widmete er sich ganz dem Klavier und wurde einer der erfolgreichsten Pianisten im Königreich Lombardo-Venetien. 
Ab 1841 war er als Hauslehrer in einer Adelsfamilie in Nizza angestellt, wo er den berühmten Klaviervirtuosen Sigismund Thalberg kennenlernte. 
Zwei Europatourneen zwischen 1841 und 1843 führten ihn nach Paris, wo er u. a. auch Franz Liszt begegnete. Danach reiste er nach München, wo er dem Kapellmeister Johann Kaspar Aiblinger begegnete und vom bayerischen König in dessen Residenz eingeladen wurde. Weitere Konzertreisen führten ihn nach Holland, Belgien und Triest. Im Jahr 1843 ging er nach Wien, wo sich aber sein Gesundheitszustand verschlechterte. Hier wurde er von den Metternichs geschätzt und erhielt den Beinamen „der italienische Liszt“. Mit Liszt verbanden ihn große Affinitäten, so dass er zum Pionier der modernen Instrumentalkunst in Italien wurde. Seine Virtuosität setzte sich gegen die übliche Kompositionspraxis durch und führte zu Kompositionen im romantischen Stil. 
Im Januar 1844 ging er mit Empfehlungsschreiben nach Dresden, wo sein musikalisches Können bewundert wurde und er ein letztes Mal mit Franz Liszt zusammentraf. Ein großes Konzert im „Hôtel de Pologne“ in Dresden, das für den 17. Februar 1844 geplant war, konnte auf Grund der Erkrankung von Luigi Sartori nicht mehr stattfinden. Er starb am 22. Februar 1844 in Dresden an Tuberkulose und wurde auf dem Alten Katholischen Friedhof in Dresden beigesetzt, wo sein Grab noch heute existiert. In seiner Heimat in Treviso wurde am 10. Mai 1844 in einer feierlichen Gedenkfeier dem Pianisten und Komponisten Sartori gedacht.

## Ehrungen
Von seinen Kompositionen sind nur wenige Werke erhalten, die bei Ricordi in Mailand verlegt wurden.
Am 7. August 1994 fand in der Katholischen Hofkirche in Dresden anlässlich des 250. Todestags von Luigi Sartori ein Konzert mit dem Chor „Luigi Sartori“ aus Spresiano statt, auf dem u. a. seine Komposition „Qui tollis“ (Fragment aus einem „Gloria“) aufgeführt wurde.